# Wilder Penfield

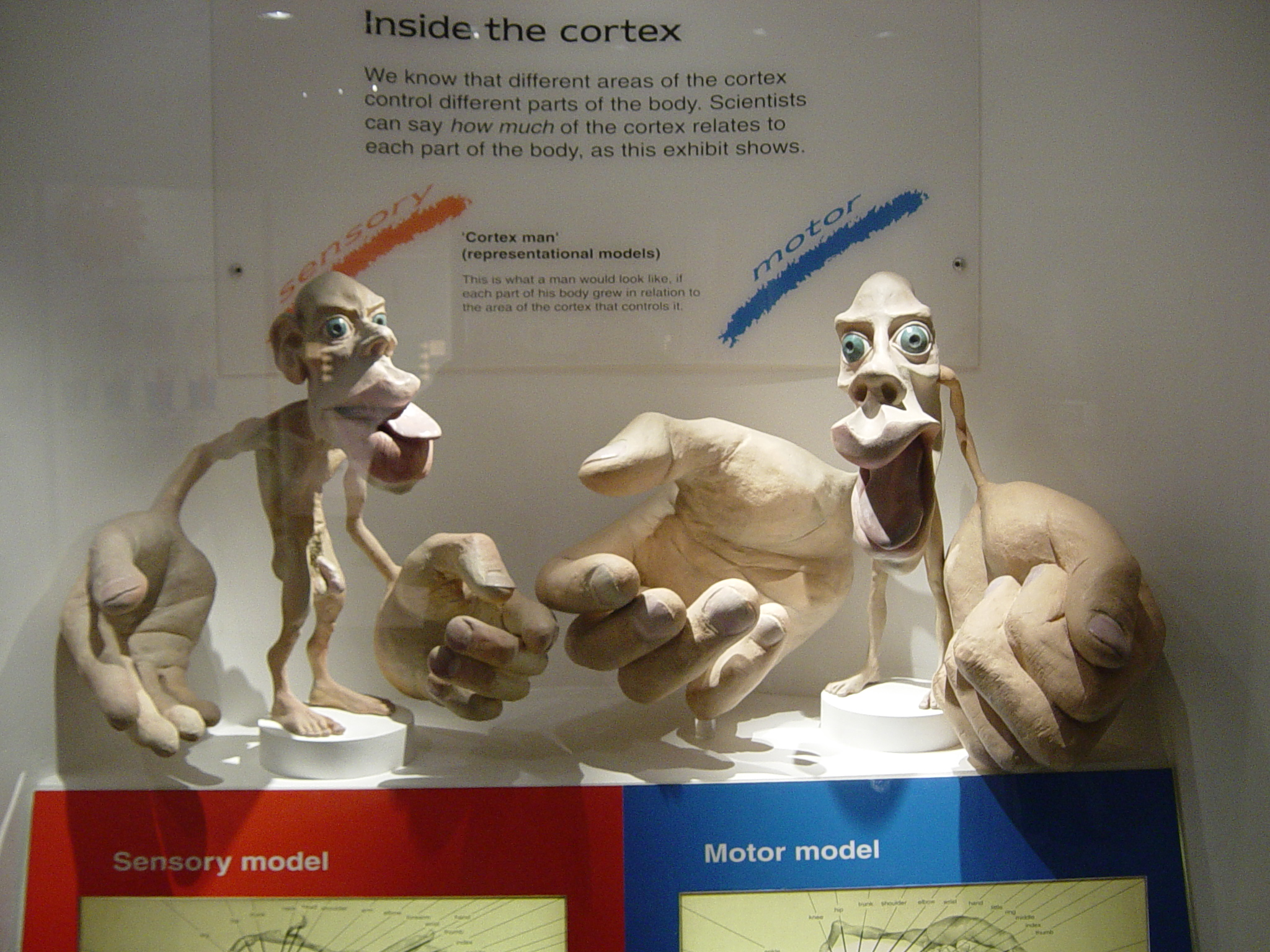
Modele 3D korowych homunkulusów – zmysłowego i ruchowego – sporządzone na podstawie szkicu wykonanego przez Wildera Penfielda w latach 50. XX w.

Wilder Penfield (ur. 26 stycznia 1891 w Spokane, zm. 5 kwietnia 1976 w Montrealu) – kanadyjski neurochirurg, współtwórca analizy transakcyjnej, członek Royal Society i 25 innych stowarzyszeń naukowych i zawodowych, wyróżniony tytułami doktora honorowego licznych uniwersytetów w Północnej Ameryce, Europie i Azji (m.in. Princeton, Oxford, McGill w Montrealu, również Warszawa), odznaczony wysokimi odznaczeniami (m.in. Medal Wolności (USA), francuska Legia Honorowa, brytyjskie Order of Merit i Order św. Michała i św. Jerzego). W 1959 r. został członkiem zagranicznym PAN.

## Życiorys
Studiował na Princeton University i na University of Oxford, gdzie uczył się neuropatologii u Charlesa Scotta Sherringtona. Tytuł doktora medycyny otrzymał na Johns Hopkins University. Pracował na Wydziale Medycznym McGill University (od 1928) i w Royal Victoria Hospital przy McGill University w Montrealu. Założył Instytut Neurologiczny, którym kierował do odejścia na emeryturę w 1960 roku. W następnych latach napisał liczne cenione książki, m.in. wielokrotnie wznawianą The Torch. Hippocrates life on the island of Cos. A love story. Ostatnią pracę (autobiografia No Man Alone) ukończył w 1976 roku (publ. 1977). Zadedykował ją – z miłością i wdzięcznością – swojej matce, która pomogła mu „widzieć świat, jakim jest”).

## Badania padaczki i mapowanie mózgu
Jako neurochirurg zajmował się problemami leczenia padaczki i poszukiwał siedliska świadomości (używał też pojęcia dusza). 
W dzieciństwie był świadkiem cierpienia chorej na padaczkę siostry (Ruth), a po kilkunastu latach, w grudniu 1928 roku, wykonał operację jej mózgu – usunął bardzo duży nowotwór płata czołowego, który wnikał w głąb lewej półkuli mózgu (nie było możliwe usunięcie całości). Po trzech tygodniach od operacji Ruth czuła się doskonale, jednak najbliżsi spostrzegli, że straciła zdolność planowania i przewidywania konsekwencji własnych czynów. W maju 1930 roku ponowiły się ataki padaczki, spowodowane rozrastaniem się nowotworu. Po kolejnej operacji, wykonanej ostrożniej przez H. Cushinga (usunął tylko część guza), stan pacjentki poprawił się nieznacznie. Zmarła w 1931 roku.
Po śmierci siostry Penfield poznał w Niemczech nową technikę określania położenia ognisk padaczki (miejsc kory, które trzeba usunąć operacyjnie) – metodę elektrycznej stymulacji różnych punktów kory. Stwierdził, że technika nie tylko ułatwia chirurgiczną pomoc chorym – pozwala również badać np. ruchowe reakcje ludzi w czasie drażnienia określonych obszarów kory. Dzięki temu, że badania były wykonywane bez utraty świadomego kontaktu z operowanymi (znieczulenie miejscowe) mogli oni informować chirurga o swoich doznaniach, np. halucynacjach wzrokowych, węchowych, smakowych lub somatycznych. 
Penfield dostrzegł w tym możliwość rozwiązania problemu mózg–ciało (zob. dualizm kartezjański). Mimo wieloletnich wytrwałych poszukiwań tak określonego celu nie udało mu się osiągnąć – wbrew oczekiwaniom argumenty przemawiające za „dualizmem” były coraz słabsze (np. chęć poruszenia ręką lub odezwania się może nie mieć nic wspólnego z wolną wolą). Wraz ze współpracownikami (m.in. Edwin Boldrey i Theodore Rasmussen; zob. zespół Rasmussena) dokonał przełomowego mapowania powierzchni kory – było to pierwsze mapowanie, pozwalające odróżnić funkcje związane ze spostrzeganiem zmysłowym (sensoryczne) i motorycznością, osobno na każdej z półkul mózgu (dwa różne homunkulusy).

## Wybrane prace
- Penfield W. Memory Mechanisms. AMA Archives of Neurology and Psychiatry 67(1952):178-198.
- Epilepsy and Cerebral Localization: A Study of the Mechanism, Treatment and Prevention of Epileptic Seizures. Penfield, W., and Theodore C. Erickson. Charles C Thomas, 1941.
- Epilepsy and the Functional Anatomy of the Human Brain. 2nd edition. Jasper, H., and Penfield, W. Little, Brown and Co., 1954. ISBN 0-316-69833-4
- The Torch. Penfield, W. Little, Brown and Co.; 1960. ISBN 1-299-80119-6.
- The Mystery of the Mind : A Critical Study of Consciousness and the Human Brain. Penfield, Wilder. Princeton University Press, 1975. ISBN 0-691-02360-3
- No Man Alone: A Surgeon's Life. Little, Brown and Co., 1977. ISBN 0-316-69839-3.